# احمد عبدالعال
احمد عبدالعال (انگلیسی: Ahmed Abdelaal؛ زادهٔ ۸ ژوئن ۱۹۸۹) بازیکن والیبال اهل مصر است.